# Bitwa pod Passchendaele
Bitwa pod Passchendaele (znana także jako trzecia bitwa pod Ypres) – jedna z najkrwawszych bitew I wojny światowej, stoczona pomiędzy połączonymi armiami Wielkiej Brytanii (w tym podległych wówczas imperium brytyjskiemu: Kanady, Związku Południowej Afryki, Australii i Nowej Zelandii) i Francji a armią Cesarstwa Niemieckiego. Celem bitwy było przejęcie kontroli nad wioską Passendale, w pobliżu Ieper we Flandrii Zachodniej (Belgia). Plan Ententy zakładał uczynienie wyłomu w liniach niemieckich, dostanie się na belgijskie wybrzeże i zajęcie znajdujących się tam baz niemieckich okrętów podwodnych.

## Przebieg
Bitwa toczona była w wyjątkowo ciężkich warunkach terenowych. Obszar ten był z natury bagnisty, dodatkowo od sierpnia nastąpiło załamanie pogody. Ciągłe opady deszczu utworzyły na mocno wcześniej zbombardowanym terenie niemożliwe do przejścia morze błota. Szacuje się, iż w wypełnionych wodą kraterach utonęło co najmniej kilkadziesiąt tysięcy żołnierzy. Bagno uniemożliwiało też użycie czołgów. Niemcy byli dobrze umocnieni w sieci schronów. W końcu, po trzech miesiącach krwawych walk, 6 listopada 1917 Passchendaele zostało zdobyte przez Kanadyjczyków.
Bitwa jest uważana za jedną z najbardziej kontrowersyjnych i bezowocnych kampanii I wojny światowej. Prawie pół miliona żołnierzy alianckich i ćwierć miliona Niemców zginęło lub odniosło rany w walce o kawałek zrujnowanej, bagnistej ziemi. Bitwa przesunęła linię frontu o ok. 10 kilometrów. Nie zmieniło to w znaczący sposób sytuacji żadnej ze stron. Dodatkowo, w kwietniu następnego roku, w bitwie pod Lys Niemcy odzyskali prawie cały obszar utracony pod Passchendaele.
Wśród uczestników bitwy byli m.in. Henry Allingham i Harry Patch (w okresie późniejszym jedni z najdłużej żyjących ludzi), a także Adolf Hitler.

## Passchendaele w kulturze masowej
- Kanadyjski film z 2008 roku, pod tytułem Passchendaele, do którego muzykę napisał polski kompozytor, zdobywca Oskara w 2005 r., Jan A.P. Kaczmarek;
- Do bitwy pod Passchendaele odniósł się brytyjski zespół Iron Maiden w piosence Paschendale z wydanego w 2003 r. albumu Dance of Death. Utwór opisuje okrucieństwo bitwy z perspektywy młodego żołnierza, jak również bezmyślność ludzkiego serca odnośnie do wojny i zabijania (Terror of the men we kill – Human heart is hungry still);
- Wydana w 2008 roku płyta The Art of War szwedzkiego zespołu Sabaton zawiera utwór The Price of a Mile, traktujący o bitwie pod Passchendaele;
- Lyn MacDonald napisała powieść They called it Passchendaele: the story of the third battle of Ypres and of the men who fought in it;
- W 2009 roku holenderski deathmetalowy zespół God Dethroned nagrał album koncepcyjny w całości poświęcony trzeciej bitwie pod Ypres – Passiondale (Passchendaele);
- W 2018 roku gra z serii Battlefield – Battlefield 1 wprowadziła dodatek, w skład którego wchodzi mapa Passchendaele nawiązująca do tej bitwy;
- Wydana w 2019 roku płyta  szwedzkiego zespołu Sabaton zawiera utwór The Great War, nawiązujący do utworu The Price of a Mile tego samego zespołu, mówiącego o bitwie pod Passchendaele.